# Oberonia gracilipes
Oberonia gracilipes är en orkidéart som beskrevs av Rudolf Schlechter. Oberonia gracilipes ingår i släktet Oberonia och familjen orkidéer. Inga underarter finns listade i Catalogue of Life.